# デニス・ケリー
デニス・ケリー（Dennis Kelly 1990年1月16日 - ）は、イリノイ州シカゴハイツ出身のアメリカンフットボール選手。現在NFLのニューヨーク・ジェッツに所属している。ポジションはオフェンシブタックル。

## 経歴
パデュー大学ではビッグ・テン・カンファレンスのオールチームに2度選ばれた。

### フィラデルフィア・イーグルス
オフシーズンのワークアウトでプロボウルTのジェイソン・ピーターズがアキレス腱を断裂したフィラデルフィア・イーグルスに2012年のNFLドラフト5巡で指名された。1年目の2012年は、ダニー・ワトキンスなどオフェンシブラインに故障者が続出したことから第8週のアトランタ・ファルコンズ戦で右ガードとして初先発し、ワトキンスの復帰後は、右タックルに回り、10試合に先発出場した。
2013年、シーズン開幕前に背中の手術を行い、プレシーズンゲームを全休、レギュラーシーズンも全休した。
2014年も第2週から第4週の3試合の出場にとどまった。
2015年9月9日、2016年まで1年の契約延長を果たした。この年彼は先発2試合を含む14試合に出場した。
2016年4月27日、2017年までさらに1年の契約延長を果たした。

### テネシー・タイタンズ
2016年8月16日、ドリアル・グリーンベッカムとのトレードでテネシー・タイタンズに移籍した。この年先発6試合を含む全16試合に出場、しばしばデマルコ・マレーのランプレー時に6人目のラインマンとして出場した。
2017年7月26日、ケリーはタイタンズと3年契約を結び、2020年まで契約を延長させた。この年彼は左タックルのテイラー・リワン、右タックルのジャック・コンクリンの控えとして起用され先発1試合を含む全16試合に出場した。プレーオフ2試合でACLを断裂したコンクリンに代わって先発出場した。
2018年は先発5試合を含む11試合に出場した。シーズン終盤の3試合で先発し、デリック・ヘンリーのAFC月間最優秀攻撃選手となる活躍を支えた。
2019年シーズン第12週のジャクソンビル・ジャガーズ戦では、ライアン・タネヒルからのパスをレシーブし、NFLキャリア初のタッチダウンを挙げた。
この年、チームはカンザスシティ・チーフスとのAFCチャンピオンシップゲームまで進出し、ケリーはこの試合でタッチダウンを上げたがチームは敗れスーパーボウル進出とはならなかった。なおNFLプレーオフ史上最も体重の重い選手によるタッチダウンである。
2020年シーズン3月16日、タイタンズと3年2100万ドルの契約を結んだ。この年タックルとして16試合に出場し、デリック・ヘンリーの2,000ラッシングヤード獲得に貢献した。
2021年3月16日にタイタンズからリリースされた。

### グリーンベイ・パッカーズ
2021年7月29日にグリーンベイ・パッカーズと契約した。この年10試合に出場し右タックルのビリー・ターナーが負傷した後、4試合に先発出場した。この年チームは13勝4敗でNFC第1シードでプレーオフに進出、ターナーも負傷から復帰したが左タックルのデビッド・バクティアリが負傷したためターナーが左タックルで先発、ケリーは右タックルで出場した。

### インディアナポリス・コルツ
2022年5月10日、インディアナポリス・コルツと契約を結んだ。

### ニューヨーク・ジェッツ
2023年7月19日に古巣のイーグルスと契約したが、開幕ロースターに残れず放出された。その後10月11日にニューヨーク・ジェッツとプラクティススクワッド契約を結び、同月31日にアクティブ・ロースター入りした。

## 人物
兄のティム・ケリーはアメリカンフットボールコーチで2019年から2021年までの3シーズン、テネシー・タイタンズのオフェンスコーディネーターを務めた。